# エブリシング (2017年の映画)
『エブリシング』（原題:Everything, Everything）は2017年にアメリカ合衆国で公開された青春映画である。監督はステラ・メギー、主演はアマンドラ・ステンバーグとニック・ロビンソンが務めた。本作はニコラ・ユンが2015年に上梓したヤングアダルト小説、『EVERYTHING,EVERYTHING わたしと世界のあいだに』を原作としている。

## ストーリー
免疫不全に苦しむマディーは、18歳という多感な時期にいながら、外出もままならず、親や医療関係者としか交流できずにいた。マディーの母親であるポーリンは、15年もの長きにわたって娘の看病を続けてきた。ポーリンやカーラはマディーが外の世界に触れたがっていることを知っていたが、病状が回復しないことには、その願いを叶えてやることができないのも事実であった。
ある日、ホイッター家の隣に新しい家族が引っ越してきた。その様子を窓から眺めていたマディーは、偶然にもオリーと目が合ってしまった。その夜、ポーリンとマディーが映画を見ていると、オリーとカイラがパウンドケーキを持って引っ越しの挨拶にやって来た。ポーリンは丁重にケーキの受け取りを断り、ドアを閉めようとしたところ、オリーが「娘さんはどちらにいらっしゃいますか」と尋ねてきた。返答に窮したポーリンは「娘は今忙しいの」と嘘を言ってしまった。マディーは2人が家に帰る姿を窓越しに眺めるしかなかった。
目が合った女性が気になって仕方がないオリーは、自室の窓にメールアドレスを書いてコミュニケーションを取ろうとした。それを見たマディーはそのアドレスにメールを送った。かくして、2人の交流は始まった。メールのやり取りを通して、2人はお互いに好意を持つようになった。
母親が反対するであろうことを見越して、マディーはカーラに「オリーと直接会いたい」と打ち明けた。衛生面に細心の注意を払うことを条件に、カーラはマディーの要望を聞き入れることにした。ポーリンが仕事でいない独立記念日に、マディーはオリーを自室に招いた。打ち上げ花火を見ながらロマンチックな雰囲気になった2人は、ディープキスを交わすのだった。
2人は順調に愛を育んでいくかに見えたが、そこにオリーの父親が暗い影を投げ落とすこととなった。

## キャスト
※括弧内は日本語吹替。
- アマンドラ・ステンバーグ - マデリーン・"マディー"・ホイッター（瀬戸麻沙美）
- ニック・ロビンソン - オリー・ブライト（豊永利行）
- アニカ・ノニ・ローズ - ポーリン・ホイッター医師、マディーの母親。（井上喜久子）
- アナ・デ・ラ・レゲラ - カーラ、看護師。（占部房子）
- テイラー・ヒクソン - カイラ・ブライト、オリーの妹。

## 製作
2016年9月6日、本作の主要撮影がカナダのバンクーバーで始まった。

## 公開・興行収入
当初、本作は2017年8月に全米公開される予定だったが、後に2017年5月19日公開へと前倒しされた。
2017年5月19日、本作は全米2801館で封切られ、公開初週末に1172万ドルを稼ぎ出し、週末興行収入ランキング初登場3位となった。

## 評価
本作は賛否両論となっている。映画批評集積サイトのRotten Tomatoesには70件のレビューがあり、批評家支持率は47%、平均点は10点満点で5.4点となっている。サイト側による批評家の見解の要約は「『エブリシング』は青年たちの心の琴線に触れるだろうが、メロドラマにあまり共感しないような観客の心には響かないかもしれない」となっている。また、Metacriticには24件のレビューがあり、加重平均値は54/100となっている。なお、本作のCinemaScoreはA-となっている。